# Азарьев, Дмитрий Иванович
Дми́трий Ива́нович Аза́рьев (1906—1988) — советский учёный-электротехник. Лауреат Ленинской премии.

## Биография
Родился 5 апреля 1906 года в Москве.
Окончил Московский энергетический институт, инженер-электрик (1930).
Дежурный инженер Шатурской ГРЭС (1930—1931), старший инженер, начальник лаборатории, инженер группы, главный инженер проекта, начальник сектора института «Теплоэнергопроект» (1931—1962).
С 1962 года — главный инженер проекта, начальник сектора, руководитель Центральной научно-исследовательской лаборатории, главный научный сотрудник института «Энергосетьпроект».
Одновременно с 1931 года (с перерывами) преподавал в МЭИ на кафедре основ электротехники, кафедрах электростанций и электрических систем. Доктор технических наук (1965), профессор (1968). 
Автор трудов по устойчивости электроэнергетических систем. Разработал автоматизированные расчетные модели переменного тока для единой электроэнергетической системы СССР. Под его руководством создан первый в СССР тиристор-компенсатор для регулирования напряжения. Автор 30 изобретений.
Умер 19 марта 1988 года. Похоронен на Ваганьковском кладбище.

## Награды и премии
- Сталинская премия третьей степени (1947) — за разработку моделей электрических систем, облегчающих проектирование и эксплуатацию мощных электростанций
- Сталинская премия второй степени (1951) — за автоматизацию и телемеханизацию Узбекской и Московской энергосистем
- Ленинская премия (1962) — за создание ЛЭП 500 кВ переменного тока.
- орден Трудового Красного Знамени
- орден «Знак Почёта»
- орден Октябрьской революции
- медали

## Книги
- Математическое моделирование электрических систем [Текст]. - Москва ; Ленинград : Госэнергоиздат, 1962. - 207 с. : ил.; 26 см.
- Повышение пропускной способности электропередач. 1955.